# District de Pontoise
Le district de Pontoise est une ancienne division administrative française du département de Seine-et-Oise de 1790 à 1795.

## Composition
Il était composé des cantons de Pontoise, Beaumont, Grisy, l'Isle-Adam, Marines, Taverny et Vigny.